# بونير بولتون
بونير بولتون (بالإنجليزية: Bonner Bolton)‏ هو عارض أمريكي، ولد في 1 يونيو 1987 في أوديسا في الولايات المتحدة.

## روابط خارجية
- بونير بولتون على موقع IMDb (الإنجليزية)